# Служба інформації та безпеки Республіки Молдова

Служба інформації та безпеки Республіки Молдова (рум. Serviciul de Informaţii şi Securitate al Republicii Moldova, SIS) — головна розвідувальна спецслужба Республіки Молдова. З 2009 року генеральним директором є Георге Міхай, який замін на цій посаді Артура Решетнікова. 
Штаб-квартира знаходиться у Кишиневі.

## Історія
6 листопада 2015 року спецслужбою Республіка Молдова затримано бойовика ЛНР.